# Lípa u kapličky (Nivy)
Lípa u kapličky je památný strom, lípa malolistá (Tilia cordata) v Nivách, části obce Děpoltovice v okrese Karlovy Vary v Karlovarském kraji. Solitérní strom roste uprostřed vsi v těsné blízkosti opravené kapličky, vlevo od silnice z Otovic do Děpoltovic. Pod lípou protéká Vitický potok. Strom má vysoký válcový kmen, který byl v minulosti zbaven v dolní polovině téměř všech větví, přesto se zachovala podstatná část původní koruny, kterou doplňují bujné výmladky na odvětvené části kmene.
Obvod kmene měří 421 cm, koruna stromu sahá do výšky 25 m (měření 2014). V roce 2004 bylo odhadováno stáří stromu na 200 let. Lípa je chráněna od roku 2001 jako esteticky zajímavý strom, významný stářím a vzrůstem a jako součást kulturní památky.

## Stromy vokolí
- Mezirolská lípa
- Smuteční buk u školy
- Duby u tvrze
- Lípa u hřbitova